# Alpii Lepontini

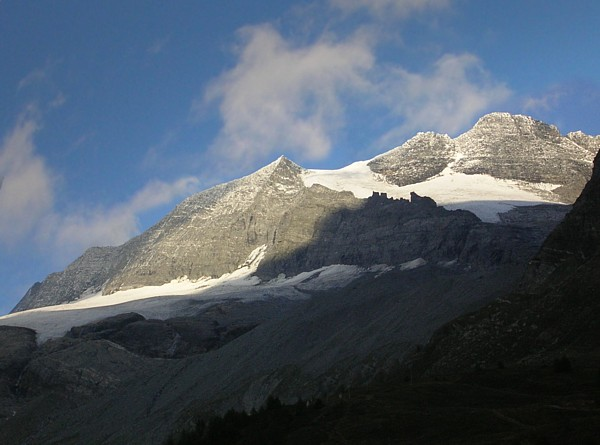
Vârful Monte Leone

Alpii Lepontini sunt un lanț muntos situat în partea centrală a Alpilor, pe teritoriul Elveției (cantoanele Valais, Ticino și Graubünden) și Italiei (regiunea Piemont).
Trecătorile Furka, St. Gotthard și valea Ron-ului superior îi separă de Alpii Bernezi; trecătorea Simplon - de Alpii Pennini; valea Rinului anterior și trecătoarea Oberalp - de Alpii Glarus și trecătoarea Splügen de Alpii Orientali Centrali
Alpii Lepontini sunt străbătuți de Ron la vest, Reuss în nord, Rin (Rinul anterior și Rinul posterior) la est și Ticino și Toce în sud.
În Alpii Lepontini se află trei artere importante de transport:
- Tunelul de cale ferată Simplon - de la Brig la Domodossola;
- Tunelul de cale ferată și autostradă St. Gotthard - de la Andermatt la Airolo;
- tunelul San Bernardino.

Partea de est a Alpilor Lepontini, situată între trecătorile St. Gotthard și Splügen se mai numește Alpii Adula.

## Vârfuri
Lista principalelor vârfuri din Alpii Lepontini:
| Monte Leone         | 3561 m |
| Rheinwaldhorn       | 3402 m |
| Guferhorn           | 3393 m |
| Blindenhorn         | 3384 m |
| Basodino            | 3276 m |
| Tambohorn           | 3276 m |
| Helsenhorn          | 3274 m |
| Wasenhorn           | 3255 m |
| Ofenhorn            | 3242 m |
| Cherbadung          | 3213 m |
| Piz Medel           | 3203 m |
| Scopi               | 3200 m |
| Pizzo Rotondo       | 3197 m |
| Pizzo dei Piani     | 3158 m |
| Piz Terri           | 3151 m |
| Piz Aul             | 3124 m |
| Pizzo di Pesciora   | 3123 m |
| Wyttenwasserstock   | 3084 m |
| Campo Tencia        | 3075 m |
| Leckihorn           | 3069 m |
| Bruschghorn         | 3054 m |
| Alperschellihorn    | 3045 m |
| Piz Blas            | 3023 m |
| Monte Giove         | 3010 m |
| Pizzo Centrale      | 3003 m |
| Pizzas d'Annarosa   | 3002 m |
| Piz Beverin         | 3000 m |
| Weisshorn (Splugen) | 2992 m |
| Pizzo Lucendro      | 2959 m |
| Piz Tomul           | 2949 m |
| Piz Cavel           | 2944 m |
| Barenhorn           | 2932 m |
| Six Madun (Badus)   | 2932 m |
| Piz Muraun          | 2899 m |
| Zervreilerhorn      | 2898 m |
| Monte Cistella      | 2851 m |
| Piz Lukmanier       | 2778 m |
| Monte Prosa         | 2738 m |
| Pizzo Columbe       | 2549 m |
| Monte Camoghe       | 2226 m |
| Piz Mundaun         | 2065 m |
| Monte Generoso      | 1704 m |
| Monte San Salvatore | 916    |

## Trecători
Principalele trecători din Alpii Lepontini sunt:
| Denumire           | Traseu                                           | Acces               | Înălțime (m) | Înălțime (m) |
| ------------------ | ------------------------------------------------ | ------------------- | ------------ | ------------ |
| Zapport            | de la Hinterrhein la Malvaglia și Biasca         | acoperită de zăpadă | 3079 m       |              |
| Guferlücke         | de la Canaltal la Lentatal (lângă Vals, Elveția) | acoperită de zăpadă | 2980 m       |              |
| Lentalücke         | de la Hinterrhein la Vals                        | acoperită de zăpadă | 2954 m       |              |
| Hohsand            | de la Binn la La Frua (cascada Toce)             | acoperită de zăpadă | 2927 m       |              |
| Lecki              | de la Realp la Oberwald VS                       | acoperită de zăpadă | 2912 m       |              |
| Passo Rotondo      | de la Airolo la Oberwald                         | acoperită de zăpadă | 2880 m       |              |
| Kaltwasser         | de la Simplon Hospice la Alpe Veglia             | acoperită de zăpadă | 2844 m       |              |
| Scaradra           | de la Vals la Olivone                            | cărare              | 2770 m       |              |
| Satteltelücke      | de la Vals la Vrin                               | cărare              | 2768 m       |              |
| Ritter             | de la Binn la Alpe Veglia                        | acoperită de zăpadă | 2692 m       |              |
| Cavanna            | de la Realp la Bedretto                          | acoperită de zăpadă | 2611 m       |              |
| Scatta Minoja      | de la Devero la Formazza                         | drum forestier      | 2597 m       |              |
| Bocca di Cadlimo   | de la Airolo la trecătoarea Lukmanier            | cărare              | 2542 m       |              |
| Valserberg         | de la Hinterrhein la Vals                        | drum forestier      | 2507 m       |              |
| Safierberg         | de la Splügen la Safien                          | drum forestier      | 2490 m       |              |
| Nufenen            | de la Ulrichen la Airolo                         | șosea               | 2478 m       |              |
| Geisspfad          | de la Binn la Devero                             | cărare              | 2475 m       |              |
| Gries              | de la Ulrichen la La Frua                        | drum forestier      | 2468 m       |              |
| Passo di Naret     | de la Fusio la Airolo                            | drum forestier      | 2443 m       |              |
| Passo Valtendra    | de la Alpe Veglia la Devero and Baceno           | drum forestier      | 2431 m       |              |
| Diesrut            | de la Vrin la Somvix                             | drum forestier      | 2424 m       |              |
| Albrun             | de la Binn la Devero și Baceno                   | drum forestier      | 2410 m       |              |
| Greina             | de la Olivone la Somvix                          | drum forestier      | 2360 m       |              |
| San Giacomo        | de la Airolo la La Frua                          | drum forestier      | 2308 m       |              |
| Passo di Buffalora | de la Mesocco la Val Calanca                     | cărare              | 2265 m       |              |
| Passo dell'Uomo    | de la Airolo la Lukmanier Pass                   | drum forestier      | 2212 m       |              |
| Splügen            | de la Thusis la Chiavenna                        | șosea               | 2117 m       |              |
| St. Gotthard       | de la Andermatt la Airolo                        | șosea               | 2114 m       |              |
| San Bernardino     | de la Thusis la Bellinzona                       | șosea               | 2063 m       |              |
| Lukmanier          | de la Disentis la Olivone                        | șosea               | 1917 m       |              |